# New Japan Showdown
New Japan Showdown fue un evento de lucha libre profesional producido por la empresa New Japan Pro-Wrestling (NJPW), que tuvo lugar el 9 y 11 de noviembre de 2019 en Estados Unidos, y se llevó a cabo desde el San Jose Civic en San José, California y el Globe Theatre en Los Ángeles, California.

## Producción
El 24 de agosto, durante la segunda noche del torneo Super J-Cup 2019, NJPW anunció que se llevaría a cabo el evento en la ciudad de San José el 9 de noviembre en el San Jose Civic. El 9 de septiembre, NJPW anunció la realización de un segundo evento para el día 11 de noviembre en la ciudad de Los Ángeles, California en el Globe Theatre.
El primer evento se transmitió en vivo en Japón a través del canal de televisión por suscripción TV Asahi Channel 2.

## Resultados

### New Japan Showdown in San Jose
En paréntesis se indica el tiempo de cada combate:
- Ren Narita derrotó a Alex Coughlin (7:43).
  - Narita cubrió a Coughlin después de un «Narita Special #4».
- Colt Cabana y Toru Yano derrotaron a Aaron Solow y Jushin Thunder Liger (8:01).
  - Cabana cubrió a Solow con un «Superman Pin».
- Suzuki-gun (Minoru Suzuki & El Desperado) derrotaron a Clark Connors y Karl Fredericks (9:56).
  - Suzuki cubrió a Fredericks después de un «Gotch Style Piledriver».
- TJP, Juice Robinson y Tomohiro Ishii derrotaron a Los Ingobernables de Japón (Bushi, Sanada & Evil) (11:58).
  - Robinson cubrió a Bushi después de un «Pulp Friction».
- CHAOS (Rocky Romero, Yoh & Hirooki Goto) derrotaron a Bullet Club (Jado, Taiji Ishimori & KENTA) (11:00).
  - Romero cubrió a Jado con un «Inside Cradle».
- El Phantasmo derrotó a Sho y retuvo el Campeonato Peso Crucero Británico (20:23).
  - El Phantasmo cubrió a Sho después de un «CR2».
- Lance Archer derrotó a David Finlay y retuvo el Campeonato Peso Pesado de los Estados Unidos de la IWGP (13:10).
  - Archer cubrió a Finlay con un «EBD Claw».
- Los Ingobernables de Japón (Shingo Takagi & Tetsuya Naito) derrotaron a Bullet Club (Jay White & Chase Owens) (con Gedo) (15:37).
  - Naito cubrió a Owens después de un «Destino».
- CHAOS (Kazuchika Okada & Will Ospreay) derrotaron a Amazing Red y Kota Ibushi (15:35).
  - Okada cubrió a Red después de un «Rainmaker».

### New Japan Showdown in Los Angeles
En paréntesis se indica el tiempo de cada combate:
- TJP y Amazing Red derrotaron a Aaron Solow y Alex Zayne (10:24).
  - Red cubrió a Solow después de un «Code Red».
- Colt Cabana y Toru Yano derrotaron a Alex Coughlin y Karl Fredericks (8:47).
  - Cabana cubrió a Coughlin con un «Superman Pin».
- Suzuki-gun (El Desperado, Lance Archer & Minoru Suzuki) derrotaron a Clark Connors, David Finlay y Juice Robinson (10:24).
  - Suzuki cubrió a Connors después de un «Gotch Style Piledriver».
- Los Ingobernables de Japón (Sanada & Evil) derrotaron a CHAOS (Rocky Romero & Tomohiro Ishii) (11:22).
  - Sanada forzó a Romero a rendirse con un «Skull End».
- Kota Ibushi derrotó a Ren Narita (9:26).
  - Ibushi forzó a Narita a rendirse con un «Elevated Half Boston Crab».
- CHAOS (Sho, Yoh & Hirooki Goto) derrotaron a Bullet Club (El Phantasmo, Taiji Ishimori & KENTA) (13:30).
  - Goto cubrió a Ishimori después de un «GTR».
- Los Ingobernables de Japón (Bushi, Shingo Takagi & Tetsuya Naito) derrotaron a Bullet Club (Gedo, Chase Owens & Jay White) (17:24).
  - Takagi cubrió a Gedo después de un «Last of the Dragon».